# Sevyn Streeter

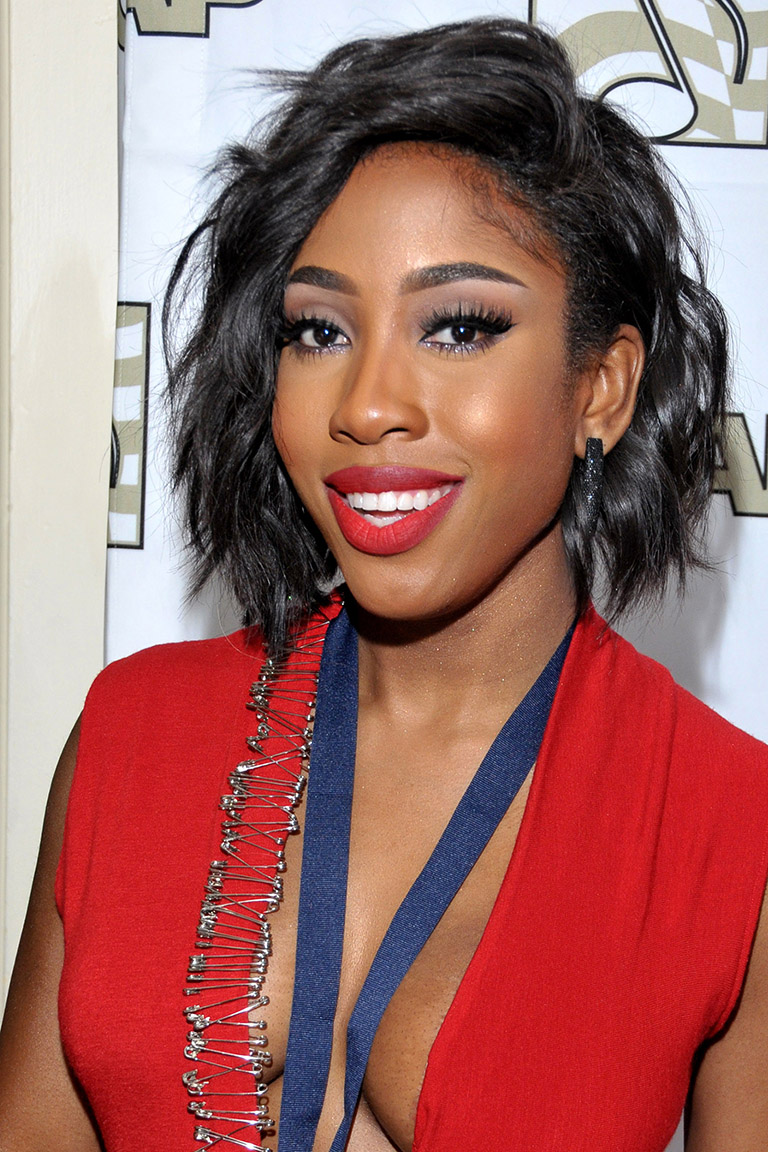
Sevyn Streeter, 2015.

Amber Denise Streeter (född 7 juli 1986) är en amerikansk sångare, låtskrivare och musikproducent mera känd som Sevyn Streeter. Hon är mest känd som en av medlemmarna i tjejgrupperna TG4 och RichGirl. Hon har sedan 2013 ett skivkontrakt med Atlantic Records och planerar att ge ut ett debutalbum. 
Som låtskrivare har hon mestadels jobbat med Chris Brown och skapat låten "All the Way Home" åt Tamar Braxton. Hon har bland annat nämnt R&B-sångaren Brandy som en av sina största musikaliska inspiratörer.